# Could It Be... Satan?
"Could It Be... Satan?" é o quarto episódio da oitava temporada da série de televisão antológica American Horror Story. Foi ao ar em 3 de outubro de 2018 na FX. O episódio foi escrito por Tim Minear e dirigido por Sheree Folkson.

## Enredo

### 2021
Michael Langdon (Cody Fern) relembra sua infância com uma zeladora (descrita como Miriam Mead (Kathy Bates). Eles cavam o almoço depois de dar louvor a Lúcifer, que tem um santuário na sala de jantar. A zeladora diz que a comida era boa o suficiente para previsivelmente envenenar seu primeiro marido (dos três que ela matou). Ela o fez sentir-se feliz e protegido, e está transmitindo isso nos dias de hoje para Mead, que compartilha sua forma e suas memórias.
Myrtle Snow (Frances Conroy) e Madison Montgomery (Emma Roberts) explicam que Mallory (Billie Lourd) e Coco (Leslie Grossman) tinham feitiços de identidade colocados neles para protegê-las, bloqueando suas memórias passadas. Dinah (Adina Porter), uma budu, se atrasa com o comportamento das bruxas. Cordelia Goode (Sarah Paulson) se volta para Langdon, que pergunta em voz alta como o mundo pode ser salvo quando já foi destruído, mas Cordelia se aproxima dele e parece ter um plano. Langdon diz que quando terminar, todos desejarão que ainda estejam mortos.

### Três anos antes da bomba
No Colégio para Jovens Excepcionais de Hawthorne, que mais tarde se tornaria o Outpost 3, os alunos estudam magia com seu instrutor, o Sr. Chablis (Billy Porter). Baldwin (BD Wong), John Henry Moore (Cheyenne Jackson) e Ariel Augustus (Jon Jon Briones), o Grande Chanceler, aguardam Chablis com um vídeo mostrando a execução de Langdon à um detetive da polícia de Los Angeles durante um interrogatório depois que Langdon supostamente esfaqueou um homem. Ariel acha que o jovem Langdon é um feiticeiro, enquanto Moore acha que é um caso de possessão demoníaca. Eles consideram uma profecia sobre um Arcano Alpha que poderia superar a Bruxa Suprema. Ariel visita Langdon na prisão, explicando que ele estava defendendo sua cuidadora de um açougueiro insensível. Ariel liberta Langdon de sua cela e eles saem para a escola.
Na chegada, Ariel explica que é subterrâneo porque a casa original acima foi destruída por vizinhos furiosos descontentes com o objetivo da escola, revelado na esteira da "saída" de Cordelia à comunidade mágica. Ariel o apresenta aos outros alunos, dizendo que eles deveriam fazê-lo se sentir como se este fosse seu lar novo e verdadeiro.
Um mês depois, os instrutores estão avaliando o nível de poder de Langdon. Eles esperam que ele classifique um "nível quatro", colocando-o a par com as bruxas. Ele excede o primeiro teste recuperando um livro oculto de dentro de um espelho. A maioria está impressionada, mas Moore está preocupado por não seguir as instruções. Ele similarmente excede o exame teletransportando por toda a sala. A produção de neve dentro da sala após o comando lhe renderá ainda mais elogios, mas ele quase mata os quatro quando congela a sala.
Na Academia da Senhorita Robichaux, Zoe Benson (Taissa Farmiga) instrui os alunos a mudarem a cor de uma rosa branca. Cordelia observa, e Mallory muda a cor rosa para azul. As pétalas caem na mesa e se transformam em borboletas. Myrtle entra, abala e anuncia que o Colégio para Jovens Excepcionais de Hawthorne convocou uma sessão do conselho de emergência.
Na reunião, Ariel explica que eles desejam que Langdon desafie a Supremacia. Enquanto as mulheres zombam, Ariel insiste que Cordelia administre o teste das Sete Maravilhas. Cordelia se recusa, dizendo que certamente condenaria o menino à morte, como aconteceu a Misty Day. Chablis a repreende por abandonar Queenie (Gabourey Sidibe) no Hotel Cortez, mas Cordelia responde que encontrou Queenie, jogando cartas com James Patrick March (Evan Peters). Incapaz de extrair seu fantasma passando pelas portas do hotel, Cordelia percebeu que era realmente um portal demoníaco que ela não conseguia superar. Ariel a chama de intolerante por ignorar a possibilidade de um Alfa. Inspirado por uma visão misteriosa, Langdon viaja para o Cortez e sai com Queenie.
Em outros lugares, Madison experimenta seu próprio inferno pessoal—processando devoluções e reclamações de uma eterna linha de clientes em uma loja de departamentos. Ela é direcionada para dobrar toalhas quando Langdon chega com Queenie para recuperá-la. Ele está surpreso que ela stá auto-consciente para saber que ela está em um reino irreal. Queenie aparece, e Langdon diz que precisa dos dois para provar um argumento.
Cordelia está nervosa e o trio faz planos para retornar a Nova Orleans. Langdon os cumprimenta na superfície com os presentes das duas bruxas devolvidas. Ao vê-las, Cordelia desmaia e Langdon se vangloria.

## Recepção
Ron Hogan, do Den of Geek, deu um episódio uma nota 4/5, dizendo: "Coven não foi minha temporada favorita de American Horror Story, mas foi uma das melhores do show e do primeiro comentário malicioso saindo da boca de Madison Montgomery, eu me lembro por que Coven é a favorito dos fãs. A aparição das bruxas imediatamente injeta vida na série, e mesmo quando o programa segue um grupo de feiticeiros que nunca conhecemos, há tensão e química imediatas entre o grupo que aposta qualquer coisa nós ficamos com o grupo de sobreviventes incompatíveis antes do Halloween."
Kat Rosenfield da Entertainment Weekly deu ao episódio um B+. Ela não ficou impressionada com os feiticeiros em geral, exceto pelos membros do conselho, chamando-as de "um elenco de estrelas de Ryan Murphy". No entanto, ela apreciou as cenas com Queenie e Madison, mas também o final do episódio. Finalmente, ela se perguntou qual era o objetivo do título do episódio, já que "Langdon é muito claramente satanás ou pelo menos satânico adjacente por no máximo um grau". Ziwe Fumudoh, do Vulture, classificou o episódio em 2 de 5, com uma avaliação mista. Muito parecido com Rosenfield, ela não era uma grande fã do grupo de feiticeiro de todos os garotos, chamando-os de "farrapos interpretando pesos de papel", mas admitiu que seus membros do conselho eram "incrivelmente moldados". Ela também criticou o binário de gênero entre bruxas e feiciceiro, estabelecido pelo episódio. Ela ainda gostou da cena pessoal do inferno pessoal de Madison.